# You Only Live Once (The Strokes)
You Only Live Once è la canzone di apertura ed il terzo e ultimo singolo estratto da First Impressions of Earth, il terzo album dalla rock band statunitense The Strokes. Il singolo è stato pubblicato il 24 luglio 2006 in tutto il mondo, tranne che negli USA, che è uscito il 26 settembre.
Oltre che alla versione dell'album di You Only Live Once, sul singolo è presente il video della canzone e la cover della canzone "Mercy, Mercy Me" di Marvin Gaye, eseguita con Eddie Vedder dei Pearl Jam alla voce e Josh Homme dei Queens of the Stone Age e Eagles of Death Metal alla batteria.
Il video doveva originariamente uscire il 24 maggio 2006, ma all'ultimo momento la band decise di modificarlo e così la première slittò al 21 giugno 2006. La direzione del video è stata affidata a Samuel Bayer che già aveva diretto il video del singolo precedente Heart in a Cage.
Nel 2007 è stato pubblicato il video You Only Live Once (Alternate Version) diretto da Warren Fu,  in apertura contiene l'audio della parte finale del brano Ize of the World (album First Impressions of Earth), ed è ispirato a 2001: Odissea nello spazio 

## Tracce
1. You Only Live Once - 3:05
2. Mercy Mercy Me - 2:37
3. You Only Live Once (Video) - 3:07